# David James Duncan
Pour les articles homonymes, voir Duncan.
David James Duncan, né en 1952 à Portland (Oregon), est un romancier et essayiste américain connu pour ses deux romans à succès The River Why (1983) (publié en France sous le titre La vie selon Gus Orviston en 1999 et La Rivière Pourquoi en 2022) et The Brothers K (1992) (paru en France sous le titre Les Frères K en 2018).
Les Frères K est listé au New York Times Notable Book en 1992 et a gagné le prix du meilleur roman décerné par l'American Library Association.

## Biographie
Duncan est né à Portland, dans l'Oregon et vit à Lolo dans le comté de Missoula, dans l'État du Montana. Il a écrit de nombreux articles de soutien à la préservation de la rivière Blackfoot dans le Montana. Il a aussi écrit un recueil de nouvelles, River Teeth (1996) et des mémoires, My Story As Told By Water (2001). Sa dernière œuvre publiée est God Laughs and Plays: Churchless Sermons in Response to the Preachments of the Fundamentalist Right, en 2006.
Il travaille depuis 12 ans à l'écriture de son prochain roman.
Un essai, Bird Watching as a Blood Sport, a paru dans le Harper's Magazine en 1998 ; Duncan a écrit la préface de Thoreau on Water: Reflecting Heaven (2001) et un autre essai, a été publié en 1992, A Mickey Mantle koan: The obstinate grip of an autographed baseball  dans le Harper's Magazine.

## Adaptation cinématographique
En 2008, The River Why a été adapté dans un film à petit budget avec William Hurt et Amber Heard dans les rôles titres. Le 30 avril 2008, les droits d'adaptation du film ont fait l'objet de poursuite judiciaires, David James Duncan mettant en avant une violation du droit d'auteur parmi d'autres infractions,. Les deux partis ont trouvé un accord financier et les droits d'adaptations ont été rendus à l'auteur.